# Mai 2014
Portal Geschichte | Portal Biografien | Aktuelle Ereignisse | Jahreskalender | Tagesartikel

◄ |
20. Jahrhundert |
21. Jahrhundert

◄ |
1980er |
1990er |
2000er |
2010er
| 2020er | 2030er | 2040er

◄ |
2010 |
2011 |
2012 |
2013 |
2014
| 2015 | 2016 | 2017 | 2018 | ►

◄ |
Februar 2014 |
März 2014 |
April 2014 |
Mai 2014 |
Juni 2014 |
Juli 2014 |
August 2014 |
►
Dieser Artikel behandelt tagesbezogene Nachrichten und Ereignisse im Mai 2014.

## Tagesgeschehen

### Donnerstag, 1. Mai 2014
- Flensburg/Deutschland: Das Fahreignungsregister löst das Verkehrszentralregister ab.

### Freitag, 2. Mai 2014
- Ab-e-Khoshk/Afghanistan: Durch einen Erdrutsch in der Provinz Badachschan sterben nach Angaben der Vereinten Nationen mindestens 350 Menschen; mehr als 200 Häuser sind zerstört.[1]
- Homs/Syrien: Im syrischen Bürgerkrieg vereinbaren die in der zerstörten Stadt Homs kämpfenden Rebellen mit der syrischen Regierung einen Waffenstillstand, der ihnen freies Geleit zum Abzug aus der Stadt ermöglichen soll.[2]
- Oblast Donezk/Ukraine: Bei einer Anti-Terroroperation von Einheiten der ukrainischen Streitkräfte, der Nationalgarde und des Innenministeriums gegen die pro-russische Volksmiliz werden in Kramatorsk und Slowjansk mehrere Milizionäre und Soldaten getötet. Die Volksmiliz hat mit Flugabwehrraketen zudem einen Kampfhubschrauber vom Typ Mil Mi-24 und einen Transporthubschrauber Mil Mi-8 abgeschossen.[3][4]
- Odessa/Ukraine: Ausschreitungen in Odessa: Ein Marsch der Einheit von Fußballfans der Ultra-Bewegung und Nationalisten wird von prorussischen Aktivisten angegriffen; nachdem diese sich ins Gewerkschaftshaus zurückgezogen hatten, geriet das Haus während des gegenseitigen Einsatzes von Molotowcocktails in Brand. Beim Umzug werden 6 Menschen getötet, bei der Tragödie im Gewerkschaftshaus sterben 42 Menschen.
- Washington, D.C./Vereinigte Staaten: Das US-Innenministerium gibt bekannt, dass von Mitte März bis Mitte April 2014 bei mehreren Polizeieinsätzen der Homeland Security Investigations (HSI) in 179 Städten insgesamt 638 Verdächtige der Sureños (Mexican Mafia) verhaftet wurden, darunter sieben wegen Mordes gesuchte Täter und fünf wegen Vergewaltigung.[5][6]

### Samstag, 3. Mai 2014
- Kranj/Slowenien: Nach dem Verlust des Parteivorsitzes in der Pozitivna Slovenija (PS) gibt die seit einem Jahr amtierende Ministerpräsidentin Alenka Bratušek ihren Rücktritt zum 5. Mai bekannt.[7]
- Paris/Frankreich: Die UNESCO verleiht dem türkischen Journalisten und Autor Ahmet Şik den Guillermo Cano World Press Freedom Prize.[8]
- Slowjansk/Ukraine: Die unter Kontrolle von Wjatscheslaw Ponomarjow stehende pro-russische Volksmiliz in Slowjansk lässt die wenige Tage zuvor festgesetzte siebenköpfige OSZE-Militärbeobachter-Gruppe frei. Nach Vermittlung des russischen Duma-Abgeordneten Wladimir Lukin wird die OSZE-Militärbeobachter-Gruppe (Mitte) unter Leitung des deutschen Bundeswehr-Oberst Axel Schneider dem Generalsekretär des Europarats, Thorbjørn Jagland, an einem Kontrollposten übergeben.[9]

### Sonntag, 4. Mai 2014
- Panama-Stadt/Panama: Die Wahlen zur Nationalversammlung, der Asamblea Nacional de Panamá, sowie die Präsidentschaftswahl finden statt.[10]
- Tripolis/Libyen: Bei der Wahl zum neuen Premierminister stimmen im zweiten Wahlgang 121 der 200 Abgeordneten des Allgemeinen Nationalkongresses für den Unternehmer Ahmed Maitiq.[11]

### Montag, 5. Mai 2014
- Gamboru und Ngala/Nigeria: Kämpfer der islamistischen Boko Haram haben die Zivilbevölkerung angegriffen und töten in der Grenzstadt Gamboru auf dem Marktplatz 200 bis 300 Menschen. Bereits Mitte März 2014 wurde ein Militärstützpunkt in der Stadt angegriffen.[12][13]

### Dienstag, 6. Mai 2014

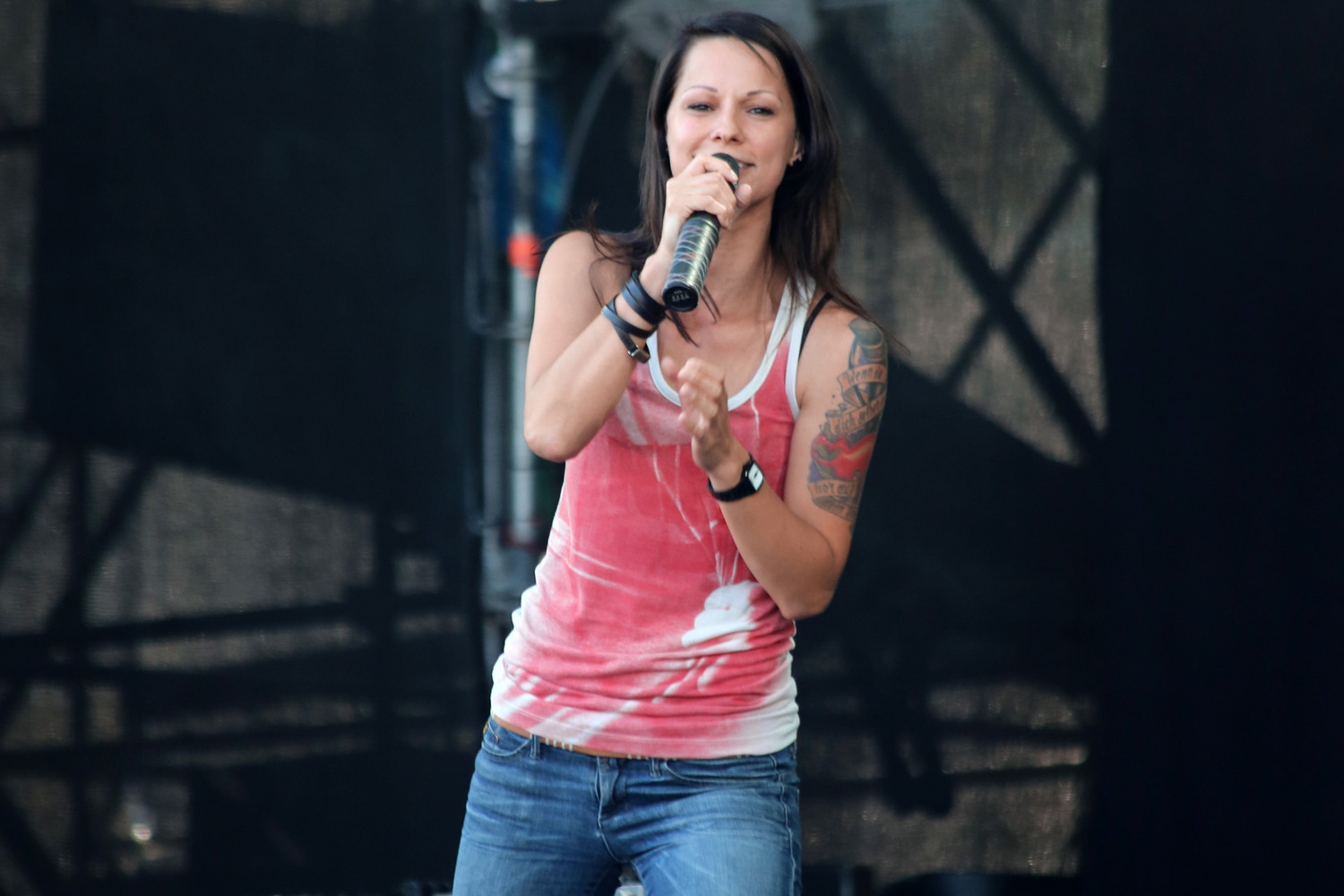
Christina Stürmer

- New York/Vereinigte Staaten: Das 1907 entstandene Gemälde „Wasserlilien“ von Claude Monet wird bei einer Auktion im Auktionshaus Christie’s für 27 Millionen Dollar versteigert.[14]
- Wien/Österreich: Jahrestreffen des Europarates, an dem unter anderem die Außenminister Russlands (Sergei Lawrow) und der Ukraine (Andrij Deschtschyzja) teilnehmen, um eine diplomatische Lösung der Krise in der Ukraine anzustreben.
- Wien/Österreich: Bei der Amadeus-Verleihung wird Christina Stürmer für das beste Album ausgezeichnet.

### Mittwoch, 7. Mai 2014

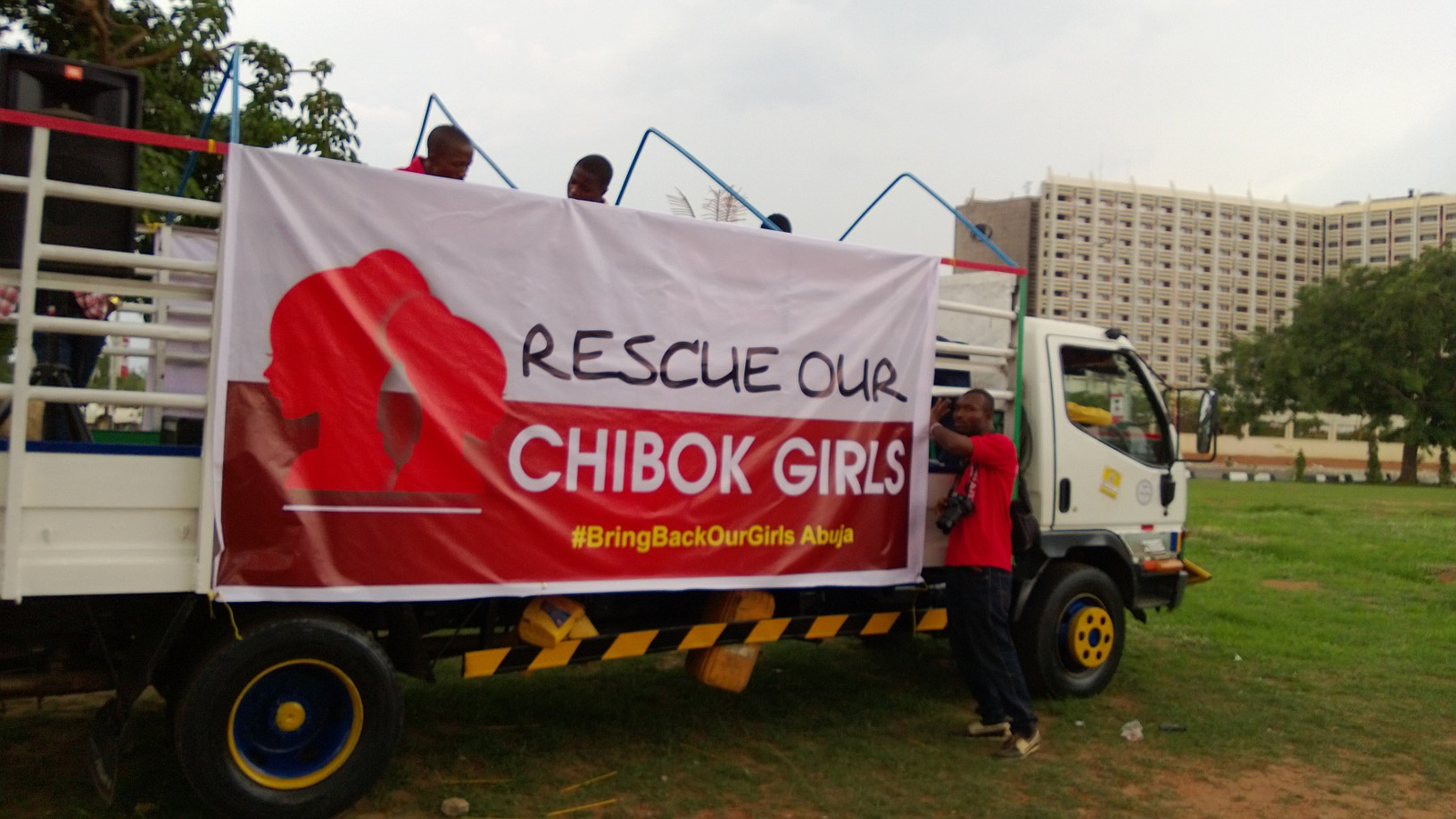
Ein Banner auf einem LKW ruft zur Unterstützung bei der Suche nach den in Chibok in Nigeria entführten Schulmädchen auf

- Bangkok/Thailand: Premierministerin Yingluck Shinawatra (Pheu-Thai-Partei) und neun ihrer Kabinettsmitglieder, darunter Außenminister, Finanzminister und Arbeitsminister Surapong Tovichakchaikul, werden vom Verfassungsgericht wegen Verfassungsbruchs schuldig gesprochen und des Amtes enthoben. Die von 27 Senatoren eingebrachte Anklage bezog sich auf die Absetzung des thailändischen Sicherheitschefs Thawil Pliensri im Jahr 2011. Der bisherige Handelsminister Niwatthamrong Boonsongphaisan wird vorläufig zum Regierungschef bestimmt.[15][16][17]
- Borno/Nigeria: Die Vereinigten Staaten und das Vereinigte Königreich entsenden Polizisten und Militärexperten zur Stabilisierung der dortigen Sicherheitslage nach Nigeria, Frankreich schickt ein Aufklärungsteam der DGSE ins Land. Es soll bei der Suche nach den am 14. April von den Boko Haram aus Chibok entführten Schulmädchen helfen.[18]
- Pretoria/Südafrika: Wahlen zur Nationalversammlung und den Provinzparlamenten. Der Afrikanische Nationalkongress (ANC) erreicht – nach der Bekanntgabe am 10. Mai – erneut mit 62,1 % der abgegebenen Stimmen die absolute Mehrheit vor der Demokratischen Allianz (DA) mit 22,2 %.
- San Salvador/El Salvador: Der von 1999 bis 2004 amtierende Präsident Francisco Flores Pérez wird nach einem Strafverfahren wegen Veruntreuung im Amt per Haftbefehl gesucht. Er soll 15 Millionen US-Dollar der Regierung Taiwans erhalten haben. Nach Medienberichten soll er nach Panama geflohen sein.[19]

### Freitag, 9. Mai 2014
- Berlin/Deutschland: Bei der 64. Verleihung des Deutschen Filmpreises im Tempodrom wird Die andere Heimat – Chronik einer Sehnsucht von Regisseur und Drehbuchautor Edgar Reitz als bester Film prämiert.[20]
- Homs/Syrien: Die syrischen Streitkräfte übernehmen erstmals seit Beginn des Bürgerkriegs 2011 die Kontrolle über die von jahrelangen Kämpfen und Luftangriffen völlig zerstörte Stadt. Zuletzt befanden sich noch rund 1.800 oppositionelle Kämpfer in ihr.[21]
- Mariupol/Ukraine: Bei schweren Kämpfen zwischen ukrainischen Sicherheitskräften und prorussischen Separatisten sterben mindestens 21 Menschen. Die Verwaltungsgebäude der Stadtverwaltung sowie ein Gebäude der Zentralregierung brennen aus.[22]

### Samstag, 10. Mai 2014
- Addis Abeba/Äthiopien: Nach den schweren Bürgerkriegskämpfen im Südsudan unterzeichnet Präsident Salva Kiir Mayardit mit dem ehemaligen Vizepräsidenten Riek Machar unter Vermittlung der Intergovernmental Authority on Development (IGAD) in Addis Abeba ein Waffenstillstandsabkommen.[23]
- Jakarta/Indonesien: Bei den am 9. April 2014 durchgeführten Parlamentswahlen wird die Demokratische Partei des Kampfes Indonesiens (PDI-P) nach dem jetzt veröffentlichen amtlichen Ergebnis mit 18,95 Prozent der Stimmen stärkste Kraft. Die konservative Golkar (Partei funktioneller Gruppen) erreicht 14,75 Prozent und die Gerindra (Partei der Bewegung Großes Indonesien) 11,81 Prozent der Stimmen.[24]
- Kopenhagen/Dänemark: Finale des 59. Eurovision Song Contest.
- München/Deutschland: Der FC Bayern München ist nun offiziell Deutscher Fußballmeister 2014.
- Naypyidaw/Myanmar: Beginn des Gipfeltreffens der Staats- und Regierungschefs der ASEAN-Mitgliedsstaaten.[25]

### Sonntag, 11. Mai 2014

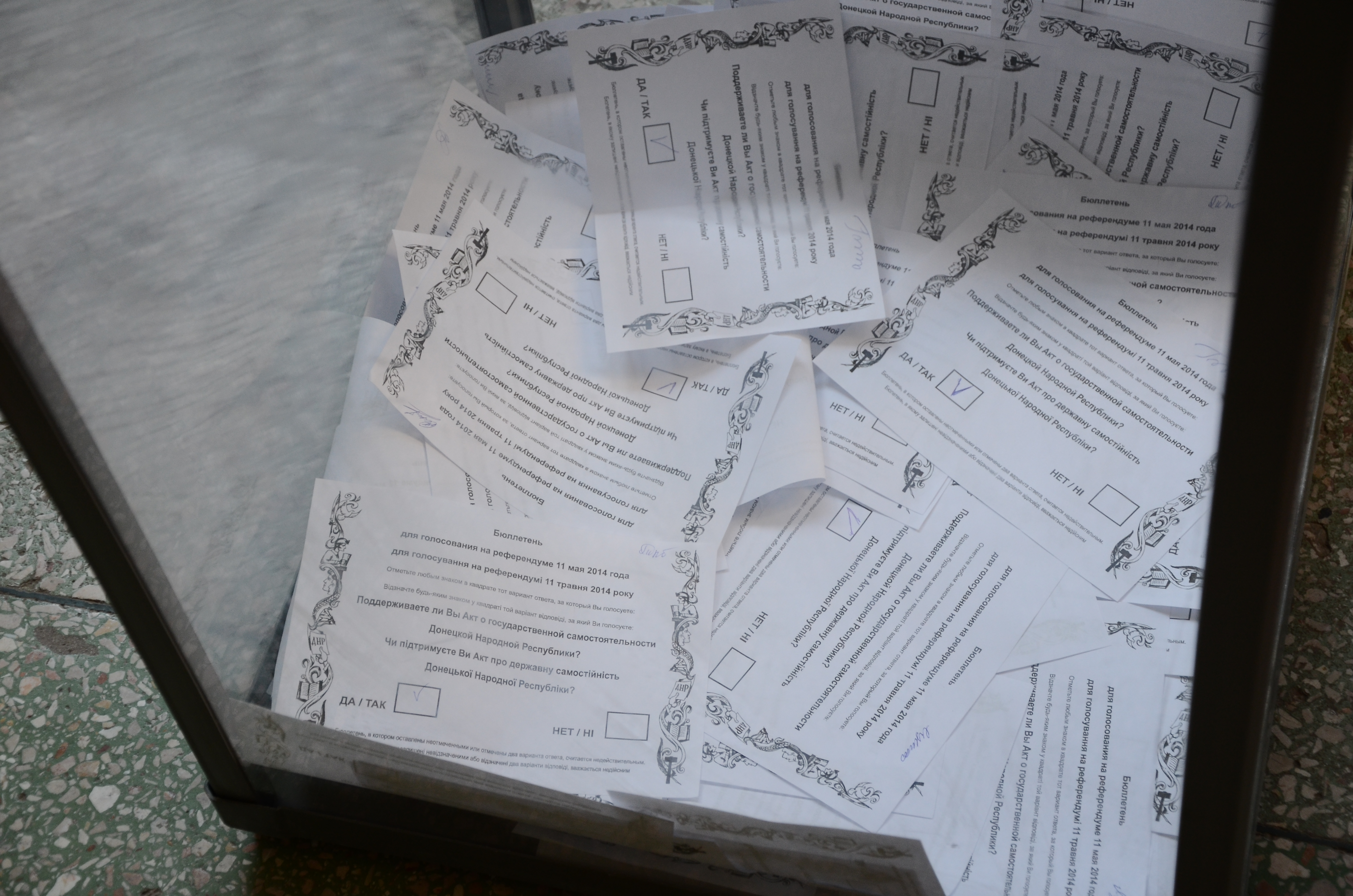
Abgegebene Stimmzettel in Donezk zum Referendum in der Ostukraine

- Kinshasa/DR Kongo: Nach einer Massenpanik im Linafoot-Spiel TP Mazembe gegen den AS Vita Club stürzt eine Stadionwand des Stade des Martyrs ein, wobei mindestens 15 Menschen sterben. Über 20 weitere Personen werden verletzt, als die Polizei nach Gewaltausbrüchen Tränengas in die voll besetzten Ränge einsetzte und dies zu einer Massenflucht führte.[26]
- München/Deutschland: Die Investmentgesellschaft Paragon Partners erwirbt die Mehrheitsanteile der insolventen Verlagsgruppe Weltbild.[27]
- Oblast Donezk, Oblast Lugansk/Ukraine: Das Referendum im Osten der Ukraine zur Anerkennung der „Volksrepublik Donezk“ und der „Volksrepublik Lugansk“ läuft planmäßig. Der OSZE-Vorsitzende Didier Burkhalter nennt das Referendum „illegal“.[28]
- Wolfsberg/Österreich: Der Club RB Salzburg ist offiziell Österreichischer Fußballmeister 2014.

### Montag, 12. Mai 2014
- Al-Anbar/Irak: Bei einer Serie von Bombenanschlägen auf Shia-Muslime in Baladiyat, Jamila, Karrada, Maamil und Sadr City sterben 23 Menschen. Bei den Anschlägen durch militante Sunni-Anhänger werden 80 weitere verletzt.[29]
- Isla San Pedro/Panama: Ein Seebeben der Stärke 6,8 erschüttert den Südpazifischen Ozean vor der Küste von Alanje, Chiriquí.[30]
- Neu-Delhi/Indien: Am letzten Tag der am 7. April 2014 gestarteten Parlamentswahl zeichnet sich der Wahlsieg der bisherigen Oppositionspartei BJP um Spitzenkandidat Narendra Modi ab.[31]
- Straßburg/Frankreich: Die Große Kammer des Europäischen Gerichtshofs für Menschenrechte (EGMR) entscheidet auf Antrag der Republik Zypern, dass die Türkei durch die Militärinvasion 1974 in Nordzypern den 1456 griechisch-zyprischen Opfern wegen Grundrechtsverletzungen insgesamt 30 Millionen Euro Schmerzensgeld zahlen soll. Mit 60 Millionen Euro sollen griechisch-zyprische Bürger entschädigt werden, die auf der Halbinsel Karpas u. a. in Rizokarpaso im Nordosten Zyperns in einer Enklave leben und Opfer von Diskriminierungen sind.[32]
- Washington, D.C./Vereinigte Staaten: Das höchste Steinbauwerk der Welt, das Washington Monument, wird nach 32-monatiger Renovierung wieder für die Öffentlichkeit zugänglich gemacht, nachdem es bei einem Erdbeben im August 2011 beschädigt worden war.

### Dienstag, 13. Mai 2014
- Bagdad/Irak: Bei einer Anschlagserie mit neun Explosionen in überwiegend von Schiiten bewohnten Vierteln der Stadt sprengen sich Selbstmordattentäter in die Luft, töten mindestens 25 Menschen und verletzen über 80 Personen.[33]
- Kiel/Deutschland: Das Schulamt Schleswig-Holstein führt mit Beginn des Schuljahres 2014/2015 an 27 Grundschulen den Niederdeutsch- und Plattdeutsch-Unterricht ein.[34]
- Soma/Türkei: Beim bislang opferreichsten Grubenunglück in der Geschichte des türkischen Bergbaus in einem Kohlenbergwerk der Soma İşletmeleri A.Ş. sterben nach offiziellen Angaben des türkischen Energieministers Taner Yildiz 301 Bergleute, weitere 485 können lebend gerettet werden.[35]
- Tel Aviv/Israel: Der frühere Ministerpräsident Ehud Olmert wird von einem Bezirksgericht wegen Bestechlichkeit zu einer Freiheitsstrafe von sechs Jahren und einer Geldbuße von umgerechnet rund 200.000 Euro verurteilt.[36]
- Luxemburg/Europäische Union: Der Europäische Gerichtshof stärkt mit einem Grundsatzurteil zum Recht auf Vergessenwerden den Anspruch auf Löschung personenbezogener Daten bei Suchmaschineneinträgen.[37]
- Pjöngjang/Nordkorea: Bei einem Einsturz eines 23-stöckigen Hochhauses sterben über 100 Menschen. Nach Medienberichten sollen rund 92 Familien in dem noch im Rohbau befindlichen Wohnhaus eingezogen sein. Der Vorfall wird erst am 18. Mai 2014 publik.[38]

### Mittwoch, 14. Mai 2014
- Baikonur/Kasachstan: Nach sechs Monaten im All kehren die drei Raumfahrer Michail Tjurin, Rick Mastracchio und Koichi Wakata mit einer Sojus-Kapsel zur Erde zurück.[39] Gleichzeitig kündigt die russische Regierung an, die Zusammenarbeit auf der Internationalen Raumstation bereits 2020 zu beenden.[40]
- Den Haag/Niederlande: Das Nationale Institut für Volksgesundheit meldet den ersten Fall des Coronavirus MERS.[41]
- Hồng Lĩnh/Vietnam: Bei mehreren Anti-China-Demonstrationen in der Provinz Hà Tĩnh sterben mehr als 20 Menschen.[42]
- Maarrat al-Nu'man/Syrien: Bei einem Sprengstoffanschlag auf die Militärbasis Wadi al-Deif im Gouvernement Idlib sterben 20 Soldaten.[43]
- Turin/Italien: Im Finale der UEFA Europa League im Juventus Stadium stehen sich der FC Sevilla und Benfica Lissabon gegenüber. Sevilla gewinnt nach einem 0:0 nach Verlängerung mit 4:2 im Elfmeterschießen.[44]
- Sun Valley/USA: Nach einem Rohrbruch ergießen sich rund 50.000 Gallonen Erdöl über die San Fernando Road von Los Angeles. Der Rohrbruch ist die bislang größte Umweltkatastrophe der Stadtgeschichte.[45]

### Donnerstag, 15. Mai 2014
- Azaz/Syrien: Bei einem Anschlag durch eine Autobombe am Grenzübergang Bab al-Salameh von Syrien in die Türkei sterben 43 Menschen.[46]
- Dora/Irak: Bei einer Anschlagsserie von sunnitischen Milizen sterben 28 Menschen.[47]
- Kiew/Ukraine: Der Hohe Kommissar der Vereinten Nationen für Menschenrechte (UNHCR) veröffentlicht einen Bericht zur Menschenrechtssituation in der Ukraine auf Basis der UN Human Rights Monitoring Mission in Ukraine (HRMMU). Darin wird von zahlreichen gezielten Tötungen, Folter und Entführungen berichtet. Zudem würden ausländische und ukrainische Journalisten Opfer von Übergriffen.[48]
- München/Deutschland: Die Jury des Deutschen Computerspielpreises kürt das PC-Adventure-Spiel „The Inner World“ als bestes deutsches Computerspiel 2014.[49]
- Naria/Bangladesch: Beim Sinken der Fähre MV Miraj-4 auf dem Fluss Meghna im Shariatpur Distrikt sterben mindestens 27 Menschen.[50]
- New York City/USA: Feierliche Einweihung des National September 11 Memorial and Museum durch Barack Obama am Ground Zero New York, in Gedenken an die Opfer der Terroranschläge vom 11. September 2001 in Manhattan, am Ort des früheren World Trade Centers.[51]
- Paris/Frankreich: Die französische Regierung führt per Dekret das Recht der Regierung ein, in strategisch wichtigen Branchen wie Energie und Gesundheitswesen die Übernahme von französischen Unternehmen durch ausländische Unternehmen zu verhindern.[52]
- Pozo de la Flecha/Argentinien: Die Paläontologen Jose Luis Carballido und Diego Pol entdecken in der Wüste La Flecha in der Provinz Chubut (Patagonien) versteinerte Knochen eines 40 Meter langen pflanzenfressenden Titanosaurus der Gruppe Titanosauria.[53]

### Freitag, 16. Mai 2014

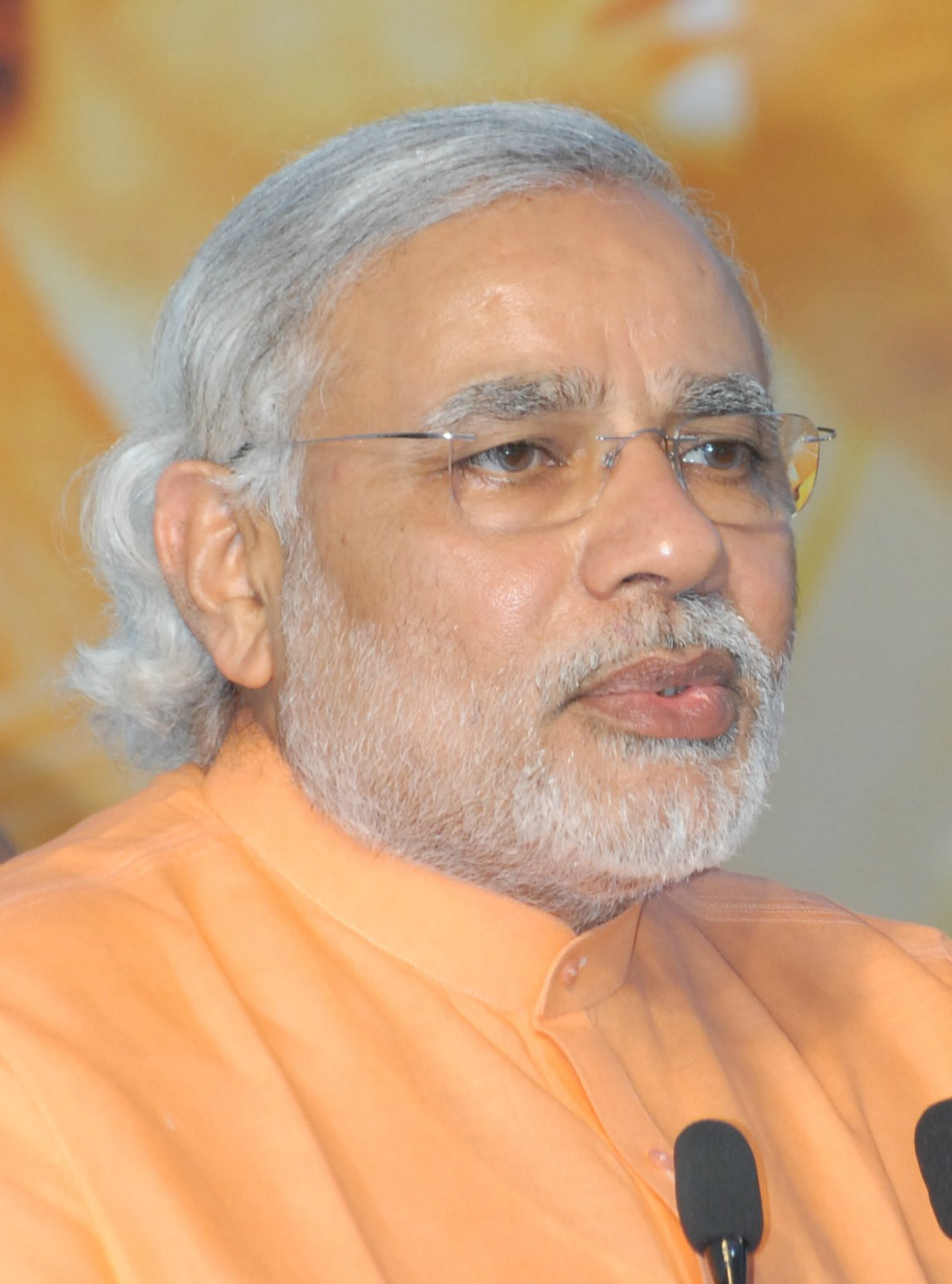
Narendra Modi

- Aracaju/Brasilien: Bei einer Gefängnisrevolte im Advogado Jacinto Filho Gefängnis, nehmen aufständische Insassen, mehr als 120 Personen als Geiseln. Die Geiseln kommen rund 48 Stunden später unversehrt frei.[54]
- Baikonur/Kasachstan: Nach der Explosion einer russischen Trägerrakete vom Weltbahnhof Baikonur gehen Teile in der chinesischen Provinz Heilongjiang nieder.[55]
- Nairobi/Kenia: Bei zwei Sprengstoffanschlägen auf dem Gikomba-Markt sterben mindestens 10 Menschen, weitere 90 sind verletzt. Britische Reiseunternehmen fliegen rund 400 Urlauber aus dem Land. Weitere Flüge nach Mombasa werden bis 31. Oktober 2014 gestrichen.[56]
- Neu-Delhi/Indien: Das Wahlergebnis der Parlamentswahl in Indien wird bekanntgegeben: Die bisherige Oppositionspartei Bharatiya Janata Party (BJP) um Spitzenkandidat Narendra Modi hat die Wahl in einem Erdrutschsieg gewonnen.[57]

### Samstag, 17. Mai 2014
- Balkan/Zentraleuropa: Das seit 14. Mai über Serbien, Bosnien und Österreich ziehende Sturmtief Yvette führt dort zu schweren Überschwemmungen; mindestens 40 Menschen sterben.
- Bengasi/Libyen: Bei den heftigen Gefechten zwischen Regierungstruppen und Anhängern des Generals Khalifa Belqasim Haftar sterben mindestens 70 Menschen.[58]
- Ban Nadi/Laos: Beim Absturz einer Regierungsmaschine des Typs Antonov AN-74TK-300 sterben in der Provinz Xieng Khouang 22 Menschen, darunter 19 Politiker der Laotischen Revolutionären Volkspartei.[59] Unter den Todesopfern befinden sich mehrere Politiker, darunter der Verteidigungsminister des Landes Douangchay Phichit, der Gouverneur von Vientiane, Soukanh Mahalath, der Abgeordnete des Lao People's Revolutionary Party's Central Committee, Cheuang Sombounkhanh, sowie der Minister für öffentliche Sicherheit, Thongbanh Sengaphone.[60]
- Berlin/Deutschland: Im Berliner Olympiastadion besiegt der Fußball-Club Bayern-München im Finale des DFB-Pokals Borussia Dortmund mit 2:0 nach Verlängerung.
- Nieder-Beerbach/Deutschland: Bei einem Erdbeben der Stärke 4,2 im Landkreis Darmstadt-Dieburg werden mindestens 120 Häuser beschädigt.[61]
- Papeete/Französisch-Polynesien: Der Jäger Henri Arihano Haiti wird wegen Mordes am Weltumsegler Stefan Ramin sowie sexueller Belästigung und Freiheitsberaubung von Heike Dorsch vom Tribunal de Papeete zu 28 Jahren Haft verurteilt.[62]
- Fundación/Kolumbien: Bei einem Busunglück sterben 30 Pilger der evangelisch-christlichen Pfingstbewegung des Departamento del Magdalena.[63]

### Sonntag, 18. Mai 2014

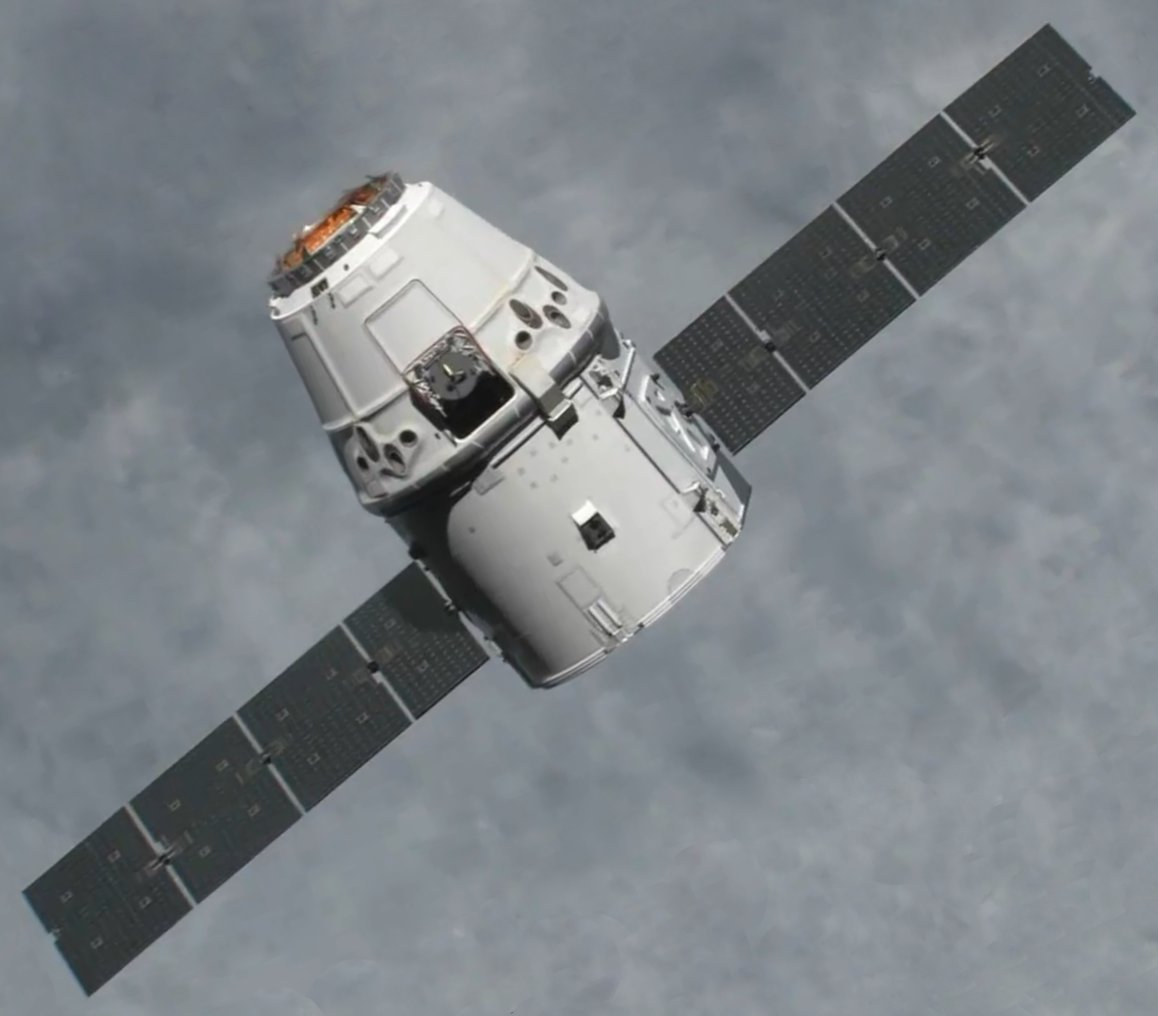
Dragon im Orbit, aus Sicht der Internationalen Raumstation

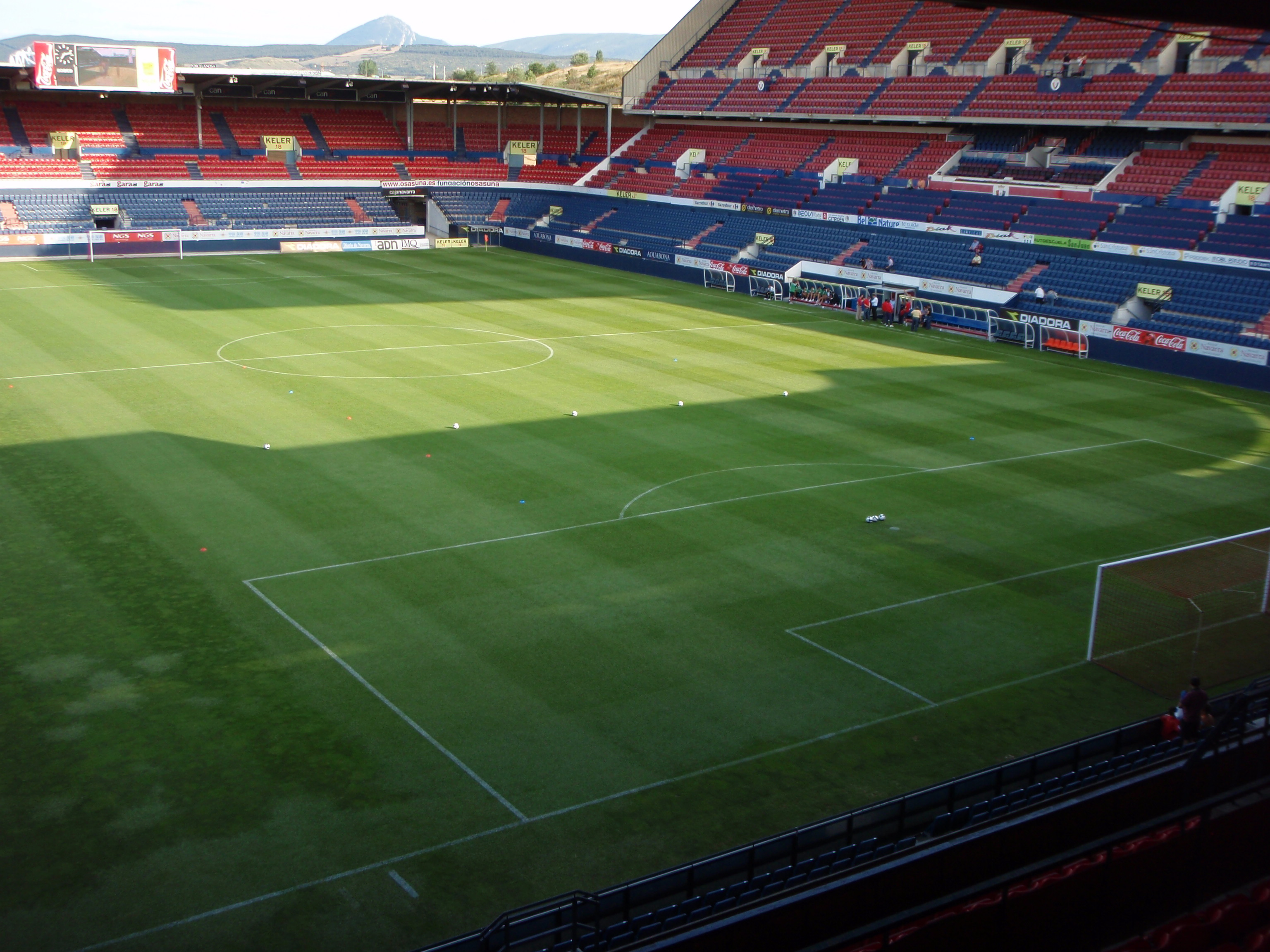
Estadio Reyno de Navarra

- Bern/Schweiz: In einer Eidgenössischen Abstimmung zum Bundesgesetz vom 27. September 2013 (Gripen-Fonds-Gesetz) lehnen 53,4 Prozent der Stimmberechtigten die Beschaffung von 22 Kampfflugzeugen des schwedischen Typs Saab JAS 39E Gripen im Umfang von 3,1 Milliarden Franken (2,5 Milliarden Euro) ab.[64] Ebenfalls sprachen sich mehrheitlich die Stimmberechtigten gegen die von Gewerkschaften und Linksparteien unterstützte Volksinitiative «Für den Schutz fairer Löhne (Mindestlohn-Initiative)» aus, die einen gesetzlichen Mindestlohn von 22 Franken (18,50 Euro) vorsah.[65]
- Bissau/Guinea-Bissau: Die Präsidentschaftswahl in Guinea-Bissau gewinnt José Mário Vaz.[66]
- Damaskus/Syrien: Im syrischen Bürgerkrieg kommt nach Kämpfen in Mleiha, einem Vorort der Hauptstadt, der Chef der syrischen Luftwaffe, General Hussein Isaac ums Leben.[67]
- Guerrero Negro/Mexiko: Der Raumtransporter „Dragon“ der Firma SpaceX stürzt nach seiner Rückkehr aus dem Weltall vor der mexikanischen Halbinsel Baja California in den Pazifik.[68]
- Hanoi/Vietnam: Wegen anhaltender antichinesischer Proteste in mehreren Städten Vietnams, bei denen es zwei Tote und über 140 Verletzte gab, evakuiert die Volksrepublik China über 3000 Staatsbürger aus dem Land, unter anderem auch mit fünf Schiffen. Grund für die Proteste ist die Verlegung einer chinesischen Tiefseebohrplattform westlich vor der von beiden Staaten beanspruchten Paracel-Inseln.[69]
- Klagenfurt am Wörthersee/Österreich: Mit einem 4:2-Erfolg über den Erstligisten SKN St. Pölten sichert sich der österreichische Bundesligist FC Red Bull Salzburg neben der Meisterschaft auch den Österreichischen Fußball-Cup 2013/14.[70]
- Pamplona/Spanien: Beim Primera-División-Spiel zwischen CA Osasuna und Betis Sevilla werden durch einen einstürzenden Zaun im Estadio El Sadar mindestens 40 Personen verletzt.[71]
- Sabon Gari/Nigeria: Bei einem Bombenanschlag der Boko Haram auf die Volksgruppe der Hausa sterben mindestens sieben Menschen.[72]
- Tripolis/Libyen: Anhänger des Generals Khalifa Belqasim Haftar nehmen in einem Nebengebäude des Parlaments mindestens 20 Geiseln.[73]
- Basel/Schweiz: Der Titelverteidiger FC Basel ist offiziell Schweizer Fussballmeister 2014.

### Montag, 19. Mai 2014
- Bangkok/Thailand: Die Thailändischen Streitkräfte verhängen im gesamten Land Kriegsrecht. Der Grund für die Verhängung waren monatelang anhaltende Demonstrationen.[74]
- Camden Town/England: Ein Großfeuer zerstört den Stables Market auf dem belebten Camden Market.[75]
- Den Haag/Niederlande: Eröffnung des Gerichtsverfahrens gegen den bosnisch-serbischen General Ratko Mladić wegen Völkermordes vor dem UN-Tribunal.[76]
- Kidal/Mali: Das Militär befreit unter der Leitung der UN-Friedenstruppe MINUSMA nach 48-stündiger Geiselnahme rund 30 Verwaltungsangestellte der Region Kidal aus den Händen von Tuareg Rebellen.[77]
- La Jonquera/Spanien: Die Guardia Civil verhaftet in der Operation „Maruqa“ den international gesuchten Mafia-Killer Dmitri Zawyalow. Der gebürtige Russe soll mindestens 33 Menschen ermordet haben; zudem wirft man ihm illegalen Handel mit Waffen und Sprengstoff vor.[78]
- Naro-Fominsk/Russland: Bei einem Auffahrunfall eines Güterzugs auf einen Schnellzug im Oblast Moskau sterben mindestens fünf Menschen, 45 weitere werden verletzt. Der Güterzug war zuvor mit einer defekten Achse an der Einfahrt der Station Bekassowo liegen geblieben.[79]
- New York City/USA: Der radikal-muslimische Kleriker Abu Hamza al-Masri wird vom United States District Court for the Southern District of New York der Förderung von Terrorismus schuldig gesprochen.[80]
- Portland/USA: Der Richter Michael McShane erklärt ein Verbot der gleichgeschlechtlichen Ehe in Oregon für verfassungswidrig.[81]
- Sangerhausen/Deutschland: Der indische Fahrradhersteller Hero Cycles aus Ludhiana vereinbart die Übernahme der Mehrheit der Anteile am deutschen Zweiradhersteller MIFA Mitteldeutsche Fahrradwerke; die Übernahme scheitert später jedoch.[82][83]
- Washington, D.C./USA: Das Justizministerium der Vereinigten Staaten klagt unter der Führung des Justizministers Eric Holder fünf Mitglieder der chinesischen Volksbefreiungsarmee wegen Cyberspionage und Industriespionage an.[84]

### Dienstag, 20. Mai 2014

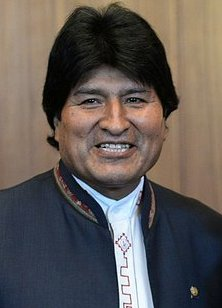
Evo Morales

- Alagarno/Nigeria: Bei einem Angriff von Boko-Haram-Kämpfern auf das Dorf in der LGA Damboa im Bundesstaat Borno sterben mindestens 19 Menschen.[85]
- Bukuru/Nigeria: Bei Bombenanschlägen durch die Boko Haram auf einen Busbahnhof und einen Marktplatz sterben mindestens 118 Menschen.[86]
- Lilongwe/Malawi: Malawi Präsidentschaftswahlen 2014[87]
- Moskau/Russland: Der russische Supreme Court spricht fünf Angeklagte für den Mord an Anna Stepanowna Politkowskaja für schuldig.[88]
- Taipeh/Taiwan: Bei einem Amoklauf mit einem Messer sterben an der Longshan-Tempel-Station mindestens vier Menschen, 25 weitere werden verletzt.[89]
- Williamsport/USA: Der United States District Court for the Middle District of Pennsylvania erklärt, dass ein Verbot der gleichgeschlechtlichen Ehe in Pennsylvania gegen die US-Verfassung verstößt.[90]
- Warnes/Bolivien: Der Liga de Fútbol Profesional Boliviano Verein Sport Boys Warnes verpflichtet den bolivianischen Staatspräsidenten Evo Morales als aktiven Fußballspieler.[91]
- Wasel Abad/Afghanistan: Bei einer Unkonventionellen Sprengvorrichtung der Taliban sterben sieben Soldaten der Afghan National Army.[92]
- Zürich/Schweiz: Die Credit Suisse bekennt sich gegenüber den USA der Beihilfe zur Steuerflucht amerikanischer Bürger schuldig und ist außergerichtlich bereit, dafür eine Strafe von insgesamt 2,815 Milliarden Dollar zu zahlen, davon 2 Milliarden an das US-Justizministerium.[93]

### Mittwoch, 21. Mai 2014
- New York/USA: Bei einer Razzia im Bundesstaat New York verhaftet das New York Police Department in Zusammenarbeit mit dem Federal Bureau of Investigation 71 Hintermänner eines Kinderpornorings. Unter den festgenommenen Personen befinden sich Polizisten, Krankenpfleger, ein Rabbi und der Trainer eines Jugend-Baseballteams.[94]
- Frankfurt am Main: Die Pilotengewerkschaft Vereinigung Cockpit wirft den Flughäfen Friedrichshafen, Lübeck-Blankensee, Memmingen, Niederrhein und Zweibrücken schwerwiegende Sicherheitsmängel vor.[95]
- Kairo/Ägypten: Der ehemalige Staatspräsident Hosni Mubarak wird wegen Veruntreuung im Amt zu drei Jahren Haft verurteilt.[96]
- Lausanne/Schweiz: Das Bundesgericht entscheidet, dass der Hitler-Gruß in der Öffentlichkeit nicht immer strafbar sei.[97]
- Limoges/Frankreich: Ein Sturm legt mit Windgeschwindigkeiten bis 120 km/h die Pyrenäen lahm. 42.000 Haushalte des Départements Haute-Vienne sind stundenlang ohne Strom.[98]
- Lushan/China: Bei einer Messerattacke sterben in der Provinz Henan mindestens sieben Menschen.[99]
- Mohmand/Pakistan: Bei einem Luftangriff der Pakistan Air Force sterben in Nord-Wasiristan mindestens 32 Menschen. Darunter befinden sich ranghohe Führer der pakistanischen Taliban.[100]
- New York City/USA: Nach der feierlichen Einweihung des National September 11 Museums am 15. Mai wird das Museum nun auch für alle Besucher täglich geöffnet.[101]
- Shawa/Nigeria: Bei einem Angriff auf das Dorf Shawa im Bundesstaat Borno sterben mindestens 10 Menschen.[102]
- Wolnowacha/Ukraine: Bei einer Schießerei im Oblast Donezk sterben mindestens 14 Soldaten.[103]

### Donnerstag, 22. Mai 2014
- Europawahl in den Niederlanden und Europawahl im Vereinigten Königreich.
- Amsterdam/Niederlande: Der US-amerikanische Versicherungskonzern American International Group (AIG) besiegelt den Verkauf der Flugzeugleasing-Sparte ILFC an das niederländische Flugzeug-Leasing Unternehmen AerCap.[104]
- Bagdad/Irak: Bei einer Anschlagsserie durch mehrere Autobomben in Bab al-Sharji Mansour und Urr sterben mehr als 16 Shia-Muslime.[105]
- Bangkok/Thailand: Zwei Wochen nach der Amtsenthebung von Premierministerin Yingluck Shinawatra übernimmt das Militär Thailands unter der Führung von General Prayuth Chan-ocha die Regierungsgewalt.[106]
- Isla Vista/Kalifornien: Bei einem Amoklauf sterben sieben Menschen.[107]
- Lissabon/Portugal: Der VfL Wolfsburg gewinnt durch einen 4:3-Finalsieg gegen Tyresö FF die UEFA Women’s Champions League.[108]
- London/England: Der ehemalige BBC Radio 1 Moderator und Disc-Jockey Chris Denning wird wegen 41 Fällen sexuellen Missbrauchs an Kindern vom Westminster Magistrates’ Court verurteilt.[109]
- Lyon/Frankreich: Die Interpol zerschlägt in der Operation „Pangea“ ein weltweit operierendes Netzwerk, das gefälschte Medikamente auf dem Markt vertrieb; Interpol beschlagnahmt in 111 Ländern mehr als 20.000 Medikamente.[110]
- Maghara/Ägypten: Bei Gefechten auf der Sinai-Halbinsel werden 15 Menschen getötet, darunter der Anführer der militanten Gruppe Ansar Bait al-Maqdis und Beduine Shadi El Menei.[111]
- New York City/USA: Das United States District Court for the Southern District of New York verurteilt den ehemaligen Staatspräsidenten von Guatemala Alfonso Antonio Portillo Cabrera zu fünf Jahren und zehn Monaten Gefängnis wegen Bestechung im Amt.[112]
- St. Petersburg/Russland: Gazprom beschließt mit C.A.T. Oil eine gemeinsame Förderung und Beförderung zwischen China und Russland bis zum Jahr 2030.[113]
- Ürümqi/China: Bei der Explosion mehrerer Autobomben sterben auf einem Marktplatz im Autonomen Gebiet Xinjiang 31 Personen.[114]

### Freitag, 23. Mai 2014
- Österreich: Um 18 Uhr läuten alle Glocken die Lange Nacht der Kirchen ein, die etwa 350.000 Menschen besuchen. Bis 24 Uhr, zum Teil bis 5 Uhr, finden Veranstaltungen und Führungen in den Kirchen der zwölf Glaubensgemeinschaften statt.[115] Zeitgleich findet die Nacht der Kirchen auch in Südtirol, Tschechien und der Slowakei statt.
- Den Haag/Niederlande: Der Internationale Strafgerichtshof verurteilt den kenianischen Warlord Germain Katanga für den Völkermord 2003 in Ituri (Kongo) zu 12 Jahren Haft.[116]
- Preston/Vereinigtes Königreich: Der Preston Crown Court verurteilt den ehemaligen BBC-Rundfunksprecher Stuart Hall zu zweieinhalb Jahren Haft wegen sexuellen Missbrauchs von Kindern.[117]

### Samstag, 24. Mai 2014

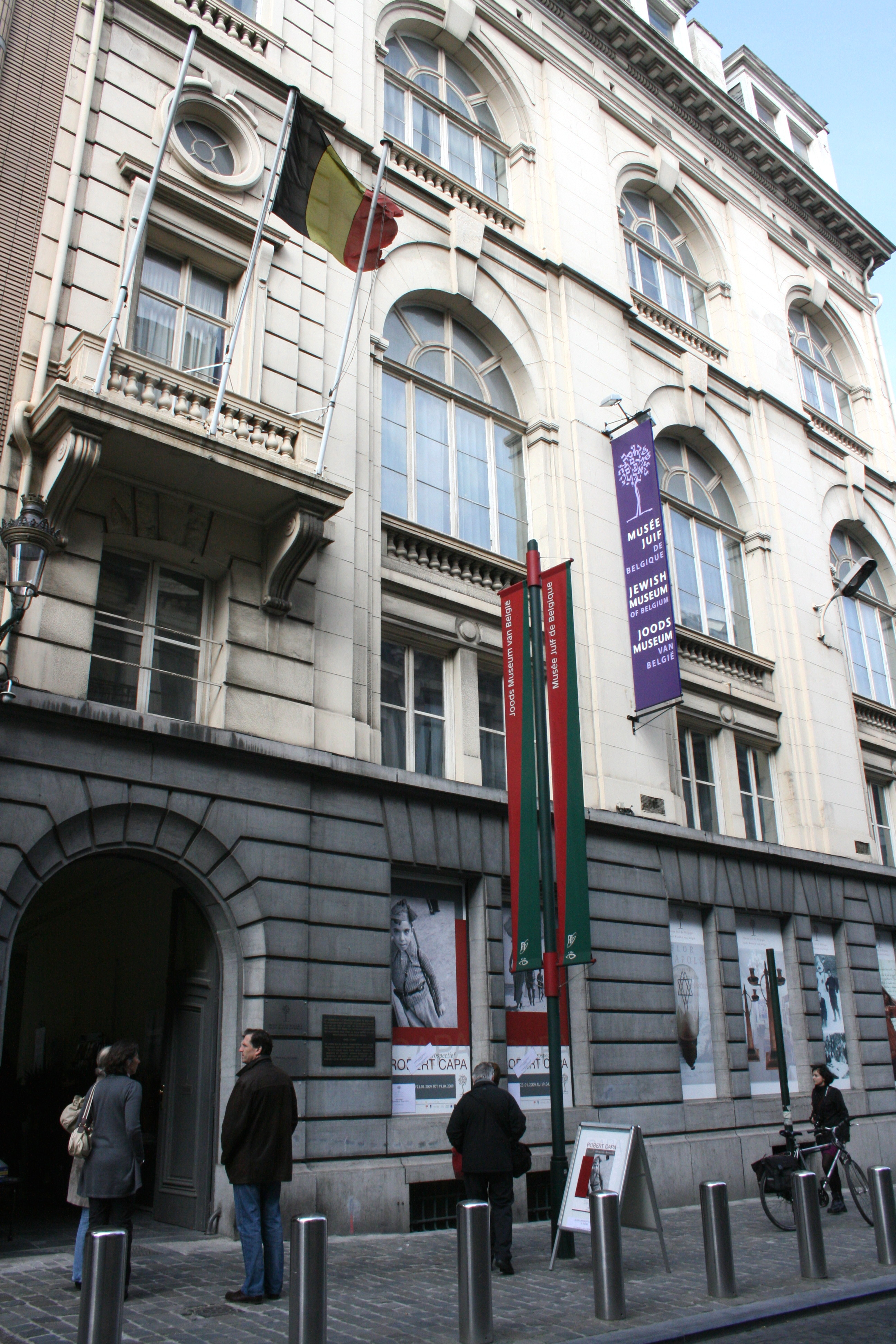
Das Jüdische Museum von Belgien

- Europawahl in Lettland, Malta, Slowakei und Frankreich (hier auch noch am 25. Mai).
- Bangkok/Thailand: Nach dem Militärputsch haben die Streitkräfte auch den Senat von Thailand aufgelöst und Prayuth Chan-ocha die gesetzgeberische Gewalt übertragen. Das Repräsentantenhaus ist bereits seit Dezember 2013 aufgelöst.[118]
- Blantyre/Malawi: Das Oberste Gericht von Malawi bestätigt die Annullierung der Parlaments- und Regionalwahlen und ordnet eine weitere Auszählung der Stimmzettel an.[119]
- Brüssel/Belgien: Bei einem Anschlag mit einem Kalaschnikow-Sturmgewehr auf das Jüdische Museum von Belgien werden zwei Israelis und eine Französin getötet. Ein belgischer Museumsangestellter wird bei dem Angriff lebensgefährlich verletzt und verstirbt kurze Zeit später im Krankenhaus.[120]
- Buenos Aires/Argentinien: Der spanische Erdölkonzern Repsol beendet seine Zusammenarbeit mit der staatlichen Ölgesellschaft Yacimientos Petrolíferos Fiscales (YPF).[121]
- Cannes/Frankreich: Das türkische Drama Winterschlaf des Regisseurs Nuri Bilge Ceylan wird bei den Filmfestspielen von Cannes mit der Goldenen Palme ausgezeichnet.[122]
- Darʿā/Syrien: Bei einem Mörserangriff im Al-Matar Distrikt sterben mindestens 20 Menschen.[123]
- Dschibuti/Dschibuti: Bei einem Selbstmordanschlag von mutmaßlich somalischen Islamisten auf das Restaurant „La Chaumière“ werden drei Menschen getötet und mindestens 30 weitere verletzt. Darunter auch drei Deutsche der EUCAP-Nestor-Ausbildungsmission sowie sechs niederländische und zwei spanische Soldaten der Operation Atalanta. Die Bundeswehr hat den MedEvac der Luftwaffe vorzeitig von der Internationalen Luft- und Raumfahrtausstellung Berlin abgezogen und nach Dschibuti entsandt.[124]
- Lissabon/Portugal: Real Madrid gewinnt nach einem 4:1 nach Verlängerung über Stadtrivale Atlético Madrid das Finale der UEFA Champions League im Estádio da Luz.[125]
- Mogadischu/Somalia: Anhänger der Al-Shabaab stürmen das föderale Übergangsparlament, zudem explodieren mehrere Bomben vor dem Gebäude.[126] Mindestens zehn Menschen sterben bei dem Überfall.[127]
- Sejun/Jemen: Bei Terroranschlägen der Al-Qaida auf sieben Militär- und Regierungsgebäude in der Region Hadramaut kommen mindestens 30 Personen ums Leben.[128]
- Semeniwka/Ukraine: Bei einem Mörserangriff im Oblast Donezk sterben der italienische Cesura Fotograf Andrea Ronchelli und sein Dolmetscher, der russische Journalist Andrej Mironow von CCTV.[129]

### Sonntag, 25. Mai 2014

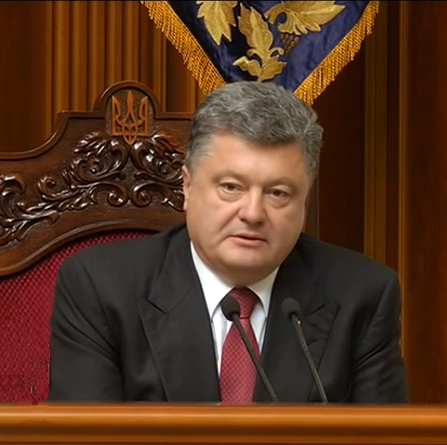
Petro Poroschenko

- Europawahl in Belgien, Bulgarien, Dänemark, Deutschland, Estland, Finnland, Griechenland, Kroatien, Litauen, Luxemburg, Österreich, Polen, Portugal, Rumänien, Schweden, Slowenien, Spanien, Ungarn, Zypern.
- Bogotá/Kolumbien: Die Präsidentschaftswahl in Kolumbien findet statt.
- Brüssel/Belgien: Die Parlamentswahl in Belgien 2014 findet statt.
- Deutschland: Kommunalwahlen in den Bundesländern Baden-Württemberg, Brandenburg, Hamburg, Mecklenburg-Vorpommern, Nordrhein-Westfalen, Rheinland-Pfalz, Saarland, Sachsen, Sachsen-Anhalt und Thüringen und in Berlin ein Volksentscheid zur Bewahrung des Tempelhofer Feldes sowie Wahlen zu den Integrationsräten in Nordrhein-Westfalen.
- Kiew/Ukraine: Petro Poroschenko gewinnt die vorgezogene Präsidentschaftswahl in der Ukraine 2014.[130]
- Minsk/Belarus: Durch einen 5:2-Sieg im Finale gegen Finnland gewinnt die russische Nationalmannschaft die Eishockey-Weltmeisterschaft der Herren.[131]
- Vilnius/Litauen: Dalia Grybauskaitė bleibt nach der Wiederwahl bei der Präsidentschaftswahl in Litauen im Amt.[132]
- Castrillo Matajudíos/Spanien: Eine Volksabstimmung beschließt die Namensänderung des Dorfes Castrillo Matajudíos.[133]

### Montag, 26. Mai 2014
- Ägypten: Präsidentschaftswahl in Ägypten 2014
- Donezk/Ukraine: Zwischen den ukrainischen Streitkräften und pro-russischen Milizen der selbst ernannten Volksrepublik Donezk kommt es am Flughafen Donezk zu schweren Kämpfen.[134]
- Goyang/Südkorea: Bei einem Großfeuer auf dem Goyang Bus Terminal sterben sieben Menschen; rund 20 weitere werden verletzt.[135]
- Khalilabad/Indien: Bei der Entgleisung von sechs Waggons des Gorakhdham Express sterben im Distrikt Sant Kabir Nagar im Bundesstaat Uttar Pradesh mindestens 20 Menschen.[136]
- Madrid/Spanien: Nach dem schlechten Wahlergebnis der Oppositionspartei PSOE bei der Europawahl in Spanien ist der Generalsekretär Alfredo Pérez Rubalcaba zurückgetreten.[137]
- Ndaabu/Sierra Leone: Im Distrikt Kailahun sterben mindestens vier Menschen durch das Ebola-Virus.[138]
- New York City/USA: Der Anonymous Hacker Hector Xavier Monsegur (Sabu) wird wegen einer umfangreichen Kooperation mit dem FBI vom United States Attorney's Office for the Southern District of New York zu sieben Monaten Haft verurteilt.[139]
- Südchinesisches Meer: 40 chinesische Fischerboote umkreisen den vietnamesischen Fischkutter DNa 90152 mit 10 Menschen an Bord und versenken ihn durch einen Zusammenstoß. Der Fischkutter befand sich nahe der umstrittenen chinesischen Bohrplattform Haiyang Shiyou 981 südwestlich der Paracel-Inseln.[140][141]

### Dienstag, 27. Mai 2014
- Ashigashiya/Nigeria: Bei einer Anschlagsserie der Boko Haram in den Bundesstaaten Borno und Yobe sterben mindestens 54 Menschen.[142]
- Diéké/Guinea: Die Rio Tinto Group, Chinalco und die International Finance Corporation (IFC) der Weltbank beschließen eine Zusammenarbeit für die Förderung von Eisenerz in Simandou, Guinea.[143]
- Donezk/Ukraine: Nach tagelanger Belagerung gelingt den ukrainischen Streitkräften die Rückeroberung des Flughafens Donezk. Rund 30 Personen kommen bei den Kämpfen ums Leben.[144]
- Jangseong/Südkorea: Beim Brand im zweiten Stock des Hyosarang Care Hospitals sterben mindestens 21 Menschen.[145]
- Kafr Zita/Syrien: Nach einer 24-stündigen Entführung durch Rebellen werden sechs Mitarbeiter des OPCW und ihre fünf syrischen Fahrer in der Provinz Hama freigelassen.[146] Zuvor wurden bei der Entführung in der Nacht zum 26. Mai mehrere Personen durch einen Chlorgas-Angriff verletzt.[147]
- Lyon/Frankreich: Interpol erlässt einen Internationalen Haftbefehl gegen Ecuadors ehemaligen Staatspräsidenten Jamil Mahuad wegen Unterschlagung.[148]
- Manaus/Brasilien: Nach anhaltenden Regenfällen tritt der Rio Negro über die Ufer, woraufhin die Behörden wegen Hochwasser den Notstand ausrufen.[149]
- Paris/Frankreich: Wegen einer Finanzaffäre um Abrechnungen zur illegalen Finanzierung des Wahlkampfes für den früheren französischen Staatspräsidenten Nicolas Sarkozy ist die gesamte Führung der konservativen Oppositionspartei Union pour un mouvement populaire (UMP) unter Parteichef Jean-François Copé zurückgetreten.[150]
- Sadr City/Irak: Bei einer Anschlagsserie auf Shia-Moscheen sterben 17 Menschen.[151]
- Stralsund/Deutschland: Das Unternehmen Nordic Yards mit Sitz in Wismar und unter Kontrolle des russischen Investors Witali Jussufow besiegelt den Kauf der insolventen P+S Werften.[152]

### Mittwoch, 28. Mai 2014

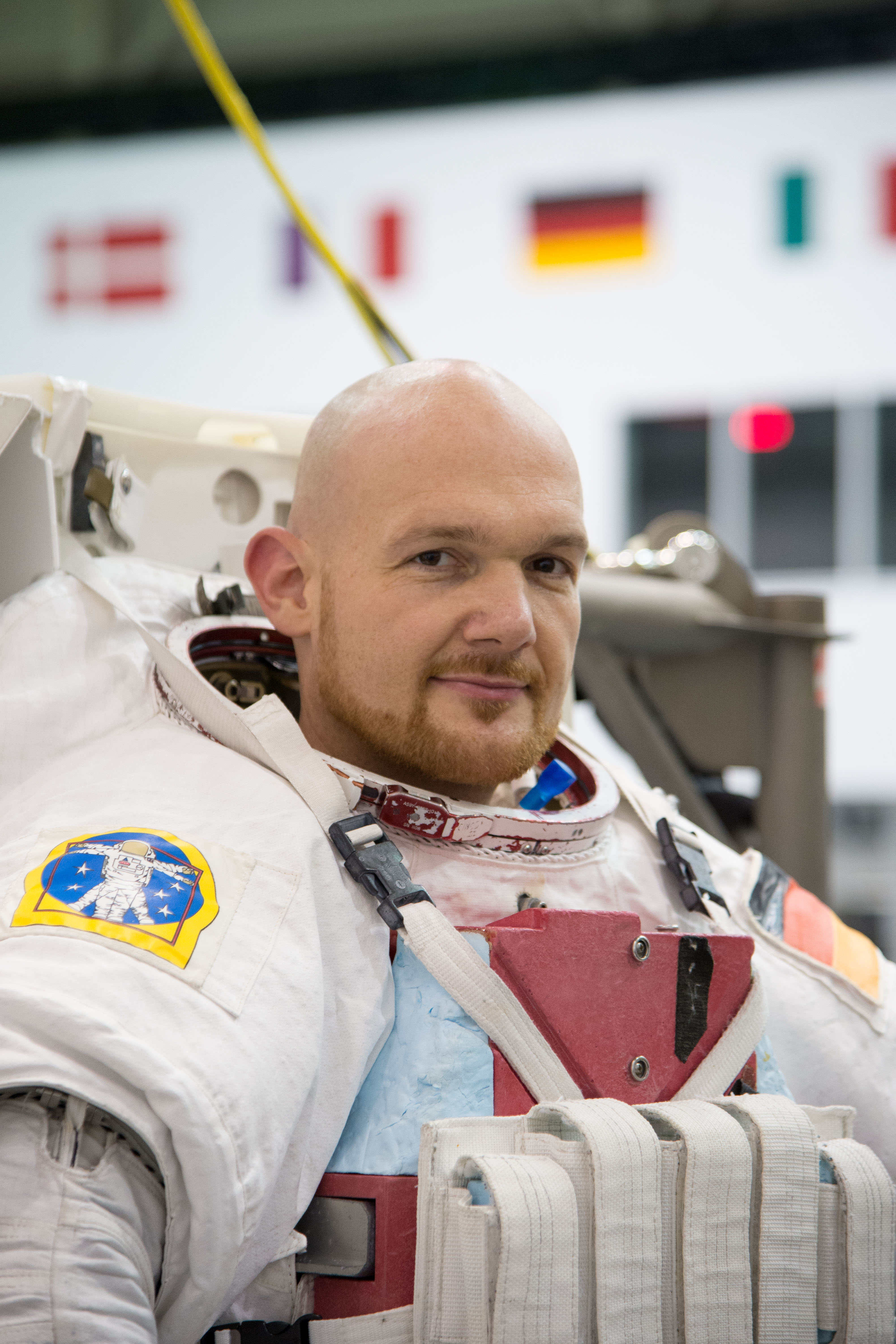
Alexander Gerst

- Baikonur/Kasachstan: Der deutsche Geophysiker Alexander Gerst, der russische Kosmonaut Maxim Wiktorowitsch Surajew und der amerikanische Astronaut Reid Wiseman fliegen mit der Sojus TMA-13M-Rakete für die Expedition 40/41 zur ISS.[153]
- Bangui/Zentralafrikanische Republik: Bei einem Angriff muslimischer Rebellen (Séléka) auf die Church of Fatima sterben mindestens 30 Menschen.[154]
- Bengasi/Libyen: Bei der Bebombung der February 17th Martyrs Brigade der Ansar al-Scharia sterben mehrere Rebellen.[155]
- Berlin-Schönefeld/Deutschland: Die Betreibergesellschaft des Flughafens Berlin Brandenburg entlässt den unter Korruptionsverdacht stehenden Technikchef Jochen Großmann, nachdem zuvor die Staatsanwaltschaft Berlin Ermittlungen gegen Großmann wegen Korruption aufgenommen hatte.[156]
- Cupertino/USA: Apple besiegelt den Kauf des Kopfhörerherstellers und Musikstreaminganbieters Beats Electronics für 3 Mrd. US-Dollar.[157]
- Regensburg/Deutschland: Der 99. Deutsche Katholikentag unter dem Motto „Mit Christen Brücken bauen“ beginnt.

### Donnerstag, 29. Mai 2014

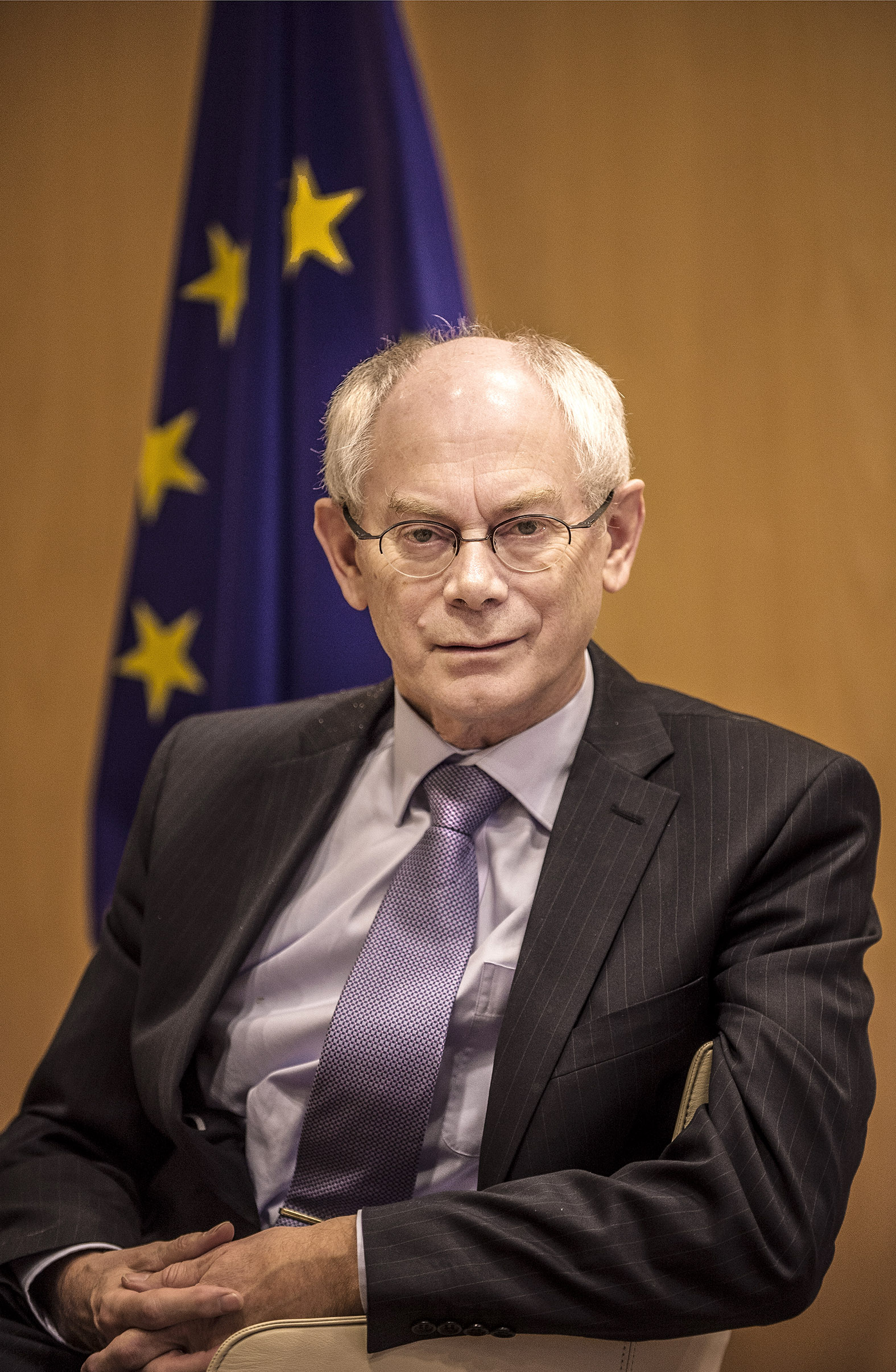
Herman Van Rompuy

- Aachen/Deutschland: Herman Van Rompuy wird mit dem Karlspreis ausgezeichnet.[158]
- Arrecife/Spanien: Die Regierung genehmigt Probe-Ölbohrungen vor den Kanarischen Inseln. Repsol will ab 2015, zwischen Lanzarote und Fuerteventura, kommerziell Öl fördern.[159]
- Artova/Türkei: Beim Einsturz des Bahnhofes Arifiye Tren Garı im Landkreis Arifiye werden 5 Menschen verletzt. Der Bahnhof in der Provinz Sakarya ist Teil der Yüksek Hizli Tren Schnellzugstrecke Antalya-Istanbul des Unternehmens T.C. Devlet Demiryolları.[160]
- Bonn/Deutschland: Die Deutsche Telekom verkauft ihre Tochter T-Mobile US für 50 Milliarden Dollar an den japanischen Handynetzbetreiber Softbank.[161]
- Himeji/Japan: Bei der Explosion des Öltankers Shoko Maru in der Präfektur Hyogo werden 7 Menschen verletzt.[162]
- Indianapolis/USA: Der Geschäftsmann Steve Ballmer kauft für 2 Milliarden Dollar den NBA-Verein Los Angeles Clippers. Dieser Kauf ist der bislang teuerste Vereinskauf der Geschichte des internationalen Sports.[163]
- Rust/Deutschland: Die kolumbianische Studentin Daniela Ocoro Mejía wird im Rahmen eines Schönheitswettbewerbes zur „Miss WM 2014“ gekürt.[164]
- Seleznivka/Ukraine: Beim Abschuss eines ukrainischen Militärhubschraubers durch Rebellen sterben 14 Menschen, darunter der General Serhij Kultschyzkyj.[165]

### Freitag, 30. Mai 2014

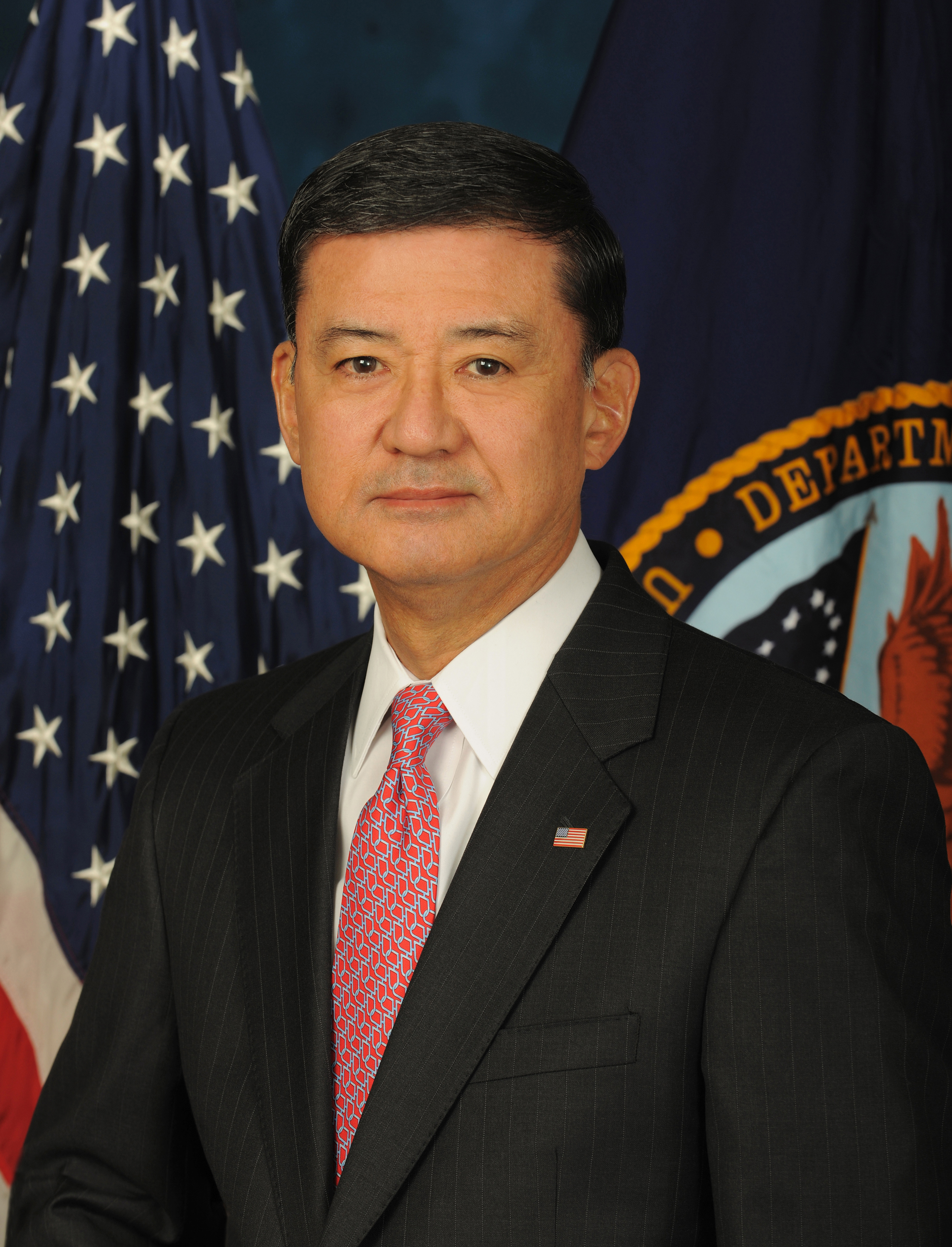
Eric K. Shinseki

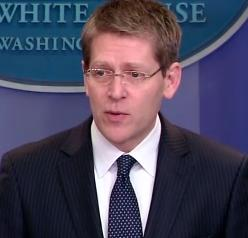
Jay Carney (2011)

- Berlin/Deutschland: Der Bundesnachrichtendienst (BND) erforscht die sozialen Netzwerke künftig in Echtzeit.[166]
- Indianapolis/USA: Der Veteranen-Minister Eric Shinseki, tritt von seinem Amt zurück.[167]
- Los Angeles/USA: Sony Pictures Imageworks vollzieht den Umzug vom kalifornischen Culver City ins kanadische Vancouver in die Provinz British Columbia.[168]
- Maiduguri/Nigeria: Bei einem Attentat der Boko Haram im Bundesstaat Borno stirbt der Emir von Gwoza, Shehu Mustapha Timta und 17 weitere Personen.[169]
- Neu-Delhi/Indien: Bei heftigen Stürmen in Neu-Delhi, sowie den Bundesstaaten Jammu & Kashmir, Himachal Pradesh, Uttarakhand, Haryana, Uttar Pradesh, Bihar, West Bengal und Sikkim, sterben mindestens 23 Menschen. Das Unwetter legte zudem den Verkehr auf Straßen, Zugstrecken und in der Luft lahm. Mindestens 40 Ortschaften waren zudem stundenlang ohne Strom.[170]
- Nürburg/Deutschland: Der Konzertveranstalter Marek Lieberberg verkündet das Ende für Rock am Ring. Er wolle das Open-Air-Festival jedoch im Juni 2015 an einem neuen Standort fortführen. Als Grund für das Ende gab er die Insolvenz der Betreibergesellschaft des Nürburgrings an.[171]
- Praia Grande/Brasilien: Der ehemalige Fußballtorwart Edson Cholbi Nascimento (Edinho) und Sohn von Pelé wird wegen Drogenhandels und Geldwäsche vom 1ª Vara Criminal de Praia Grande zu 33 Jahren Haft verurteilt.[172]
- Washington, D.C./USA: Der Pressesprecher des Weißen Hauses Jay Carney tritt von seinem Amt zurück.[173]

### Samstag, 31. Mai 2014

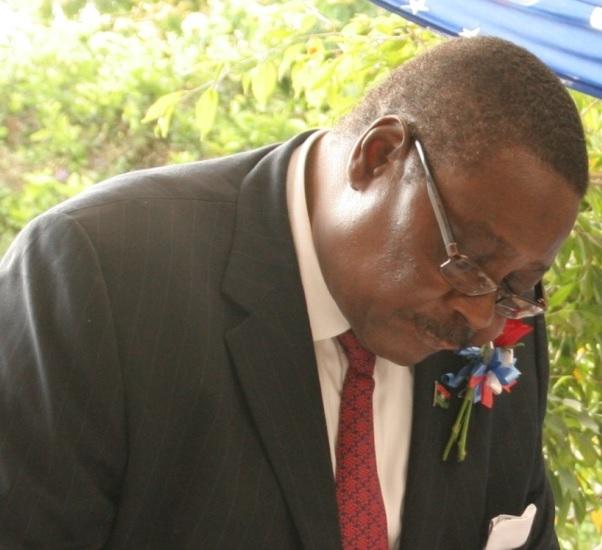
Peter Mutharika

- Bagram/Afghanistan: Nach rund fünf Jahren in Gefangenschaft der Taliban und im Austausch gegen fünf afghanische Guantanamo Bay Naval Base Häftlinge kommt der US Army Sergeant Bowe Bergdahl frei.[174]
- Barranquilla/Kolumbien: Bei Razzien in der Provinz Atlántico werden 40 Mitglieder Paramilitärischen Organisation der Los Rastrojos verhaftet.[175]
- Besar/Indonesien: Das International Maritime Bureau meldet den thailändischen Tanker „Mt Orapin 4“ als vermisst. Das Schiff ist vermutlich vor dem indonesischen Hafen Pontianak von somalischen Piraten entführt wurden. An Bord befand sich ein 14 Personen starkes Personal.[176]
- Blantyre/Malawi: Peter Mutharika, der Bruder des ehemaligen Präsidenten Bingu wa Mutharika, tritt sein Amt als Staatspräsident des Landes an.[177]
- Den Haag/Niederlande: Beginn der Feldhockey-Weltmeisterschaft der Herren 2014.[178]
- Den Haag/Niederlande: Start der Feldhockey-Weltmeisterschaft der Damen 2014 im Kyocera Stadion.[179]
- Edinburgh/Vereinigtes Königreich: 57-einhalb Jahre nach ihrer Einstellung wird in der schottischen Hauptstadt Edinburgh die Straßenbahn der Stadt wieder in Betrieb genommen.
- Istanbul/Türkei: Bei Demonstrationen in Istanbul und Ankara werden 14 Menschen verletzt; zudem werden rund 83 Personen verhaftet.[180]
- Kelso/Vereinigtes Königreich: Bei einer Kollision eines Rennwagens mit einer Zuschauermenge im Rahmen der Jim Clark International Rally sterben drei Menschen; zudem werden fünf weitere Personen verletzt.[181]
- Nao Top/Pakistan: Bei einem Anschlag in der Region Bajur sterben 14 Menschen.[182]
- Peking/China: Die Behörden verhaften acht Hintermänner des Terroranschlags auf das Tor des Himmlischen Friedens am 28. Oktober 2013. Bei dem Anschlag der uigurischen Minderheit starben neben den drei Autofahrern, die den Anschlag verübten, auch fünf Touristen.[183]
- Wiesbaden/Deutschland: Ranga Yogeshwar sowie Johanna Adorján werden mit dem Sprachpreis und Oliver Welke mit dem Hans-Oelschläger-Preis für die deutsche Sprachkultur der Gesellschaft für deutsche Sprache ausgezeichnet.[184]
- Waukesha/USA: Zwei zwölfjährige Mädchen stechen 19 mal auf eine Freundin ein, um dem Slender Man zu gefallen.[185]

## Weblinks

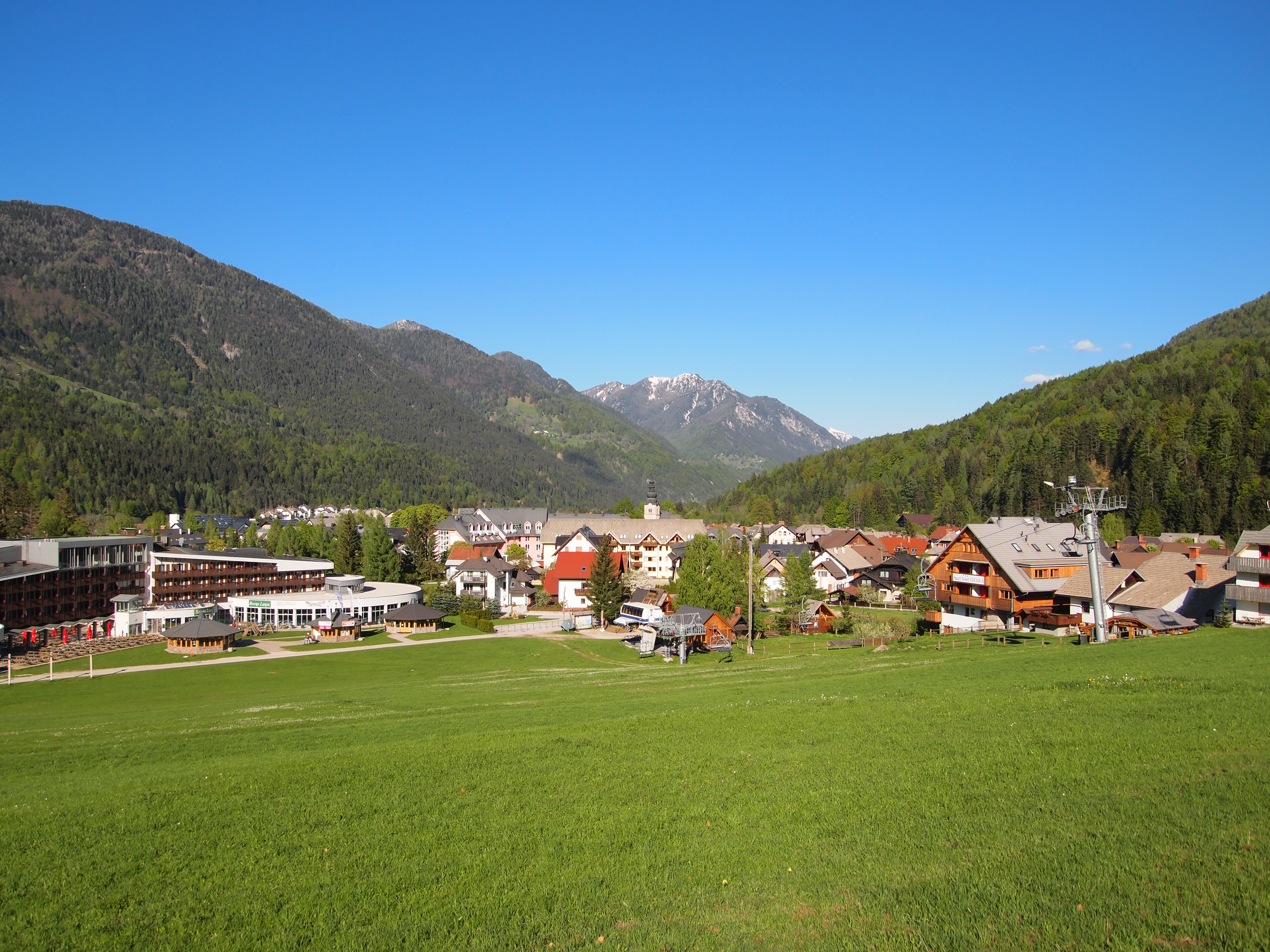
Slowenien im Mai 2014